# Resolució 2226 del Consell de Seguretat de les Nacions Unides
La Resolució 2226 del Consell de Seguretat de les Nacions Unides fou adoptada per unanimitat el 25 de juny de 2015. El Consell va renovar el mandat de l'Operació de les Nacions Unides a Costa d'Ivori (UNOCI) durant un any més fins al 30 de juny de 2016. El país va demanar l'aixecament de l'embargament d'armes que encara estava en vigor i també va demanar assistència per organitzar les eleccions presidencials programades per a l'octubre de 2015.

## Contingut
El Consell va assenyalar que Costa d'Ivori avançava bé en el camí a la reconciliació, l'estabilitat i la recuperació econòmica, reconeixent el paper del lideratge del president Alassane Ouattara en aquest concepte. Al desembre de 2014, es va reprendre el diàleg entre govern i l'oposició. Mentrestant, més de 50.000 combatents havien estat desarmats i desmobilitzats, mentre que l'exèrcit i la policia estaven sent reformats. També hi havia un embargament d'armes contra Costa d'Ivori.
El mandat de l'ONUCI i el permís per a les tropes franceses de suport es va ampliar fins al 30 de juny de 2016. En el nombre de tropes no es va veure compromès en aquesta ocasió, però la missió es donaria per acabada tan aviat com fos possible després de les eleccions presidencials d'octubre de 2015. L'enfocament de la missió mantenia en la protecció de la població, el desarmament i la reforma de l'exèrcit i la policia.